# Robert Reed (schrijver)
Robert David Reed, (Omaha, Nebraska - 9 oktober 1956) is een Amerikaans sciencefictionschrijver. 
Reed is een veelschrijver van korte verhalen. Hij heeft er meer dan honderdtachtig op zijn naam. Hij heeft ook elf romans geschreven. Met de novelle A Billion Eves won hij de Hugo Award in 2007.
Reed woont in Lincoln (Nebraska) met zijn vrouw Leslie en dochter Jessie.

## Romans
- The Leeshore (1987)
- The Hormone Jungle (1988)
- Black Milk (1989)
- Down the Bright Way (1991)
- The Remarkables (1992)
- Beyond the Veil of Stars (1994)
- An Exaltation of Larks (1995)
- Beneath the Gated Sky (1997)
- Marrow (2000)
- Sister Alice (2003)
- The Well of Stars (2004)

## Korte verhalen bundels
- The Dragons of Springplace (1999)
- The Cuckoo's Boys (2005)